# باند (فیلم ۱۹۷۷)
باند (ایتالیایی: La gang del parigino) فیلمی به کارگردانی ژاک دری است که در سال ۱۹۷۷ منتشر شد. از بازیگران آن می‌توان به آدآلبرتو ماریا مرلی، آلن دلون، لائورا بتی، ریموند بوسیر و رابرت کلاین اشاره کرد.